# Mémoires de la Société du Muséum d'Histoire Naturelle de Strasbourg
Mémoires de la Société du Muséum d'Histoire Naturelle de Strasbourg (abreviado Mem. Soc. Mus. Hist. Nat. Strasbourg) fue una revista ilustrada con descripciones botánicas que fue editada en Francia. Se publicaron 3 números desde 1835 hasta 1853. Fue precedida por Mémoires de la Société d'Histoire Naturelle de Strasbourg.